# Инцидент с фрегатом «Старк»
Инцидент с фрегатом «Старк» произошёл в Персидском заливе во время Ирано-иракской войны. 17 мая 1987 года самолёт «Мираж F1» иракских ВВС по ошибке атаковал двумя противокорабельными ракетами (ПКР) «Экзосет AM.39» американский фрегат USS Stark (FFG-31). В результате удара корабль получил значительные повреждения, возник пожар и крен, 37 военных моряков погибли и 21 были ранены. Иракское правительство впоследствии принесло извинения, которые были приняты американской стороной. Это был первый подтвержденный в истории случай успешного удара противокорабельными ракетами по кораблю ВМС США.

## Хронология инцидента

### Предыстория
«Старк», фрегат УРО типа «Оливер Перри» под командованием капитана Гленна Р. Бриндела входил в состав 109-го оперативного соединения ВМС из шести — восьми боевых кораблей класса эсминец-фрегат во главе со штабным кораблём AGF «Ла Саль», развёрнутого в Персидском заливе. Базу приписки Мейпорт, штат Флорида, корабль покинул в феврале 1987 года и должен был вернуться в неё 5 августа.
17 мая в 09:10 (здесь и далее время местное) «Старк» вышел из порта Манама (Бахрейн), где пополнял запасы воды, топлива и продовольствия. В 13:30 фрегат начал патрулирование у побережья Саудовской Аравии, возле объявленной правительством Ирака зоны боевых действий (65—85 миль северо-восточнее побережья Бахрейна).
Корабль находился в боевой готовности № 3, при которой 30 % личного состава несёт вахту на боевых постах. «Старк» имел каналы непрерывной двусторонней автоматизированной связи со штабным кораблём «Ла Саль», эскадренным миноносцем УРО DDG-40 «Кунц», также входившем в 109-е оперативное соединение, и самолётом ДРЛО и управления типа Е-3 системы АВАКС ВВС Саудовской Аравии, барражировавшим над Аравийским полуостровом для контроля воздушной и морской обстановки в Персидском заливе. Информация о местонахождении кораблей и самолётов и об элементах их движения в реальном масштабе времени отображалась на пульте боевого информационного центра (БИЦ) корабля. В период инцидента боевую смену возглавлял вахтенный офицер Бэзил Е. Монкриф.

### Хронология

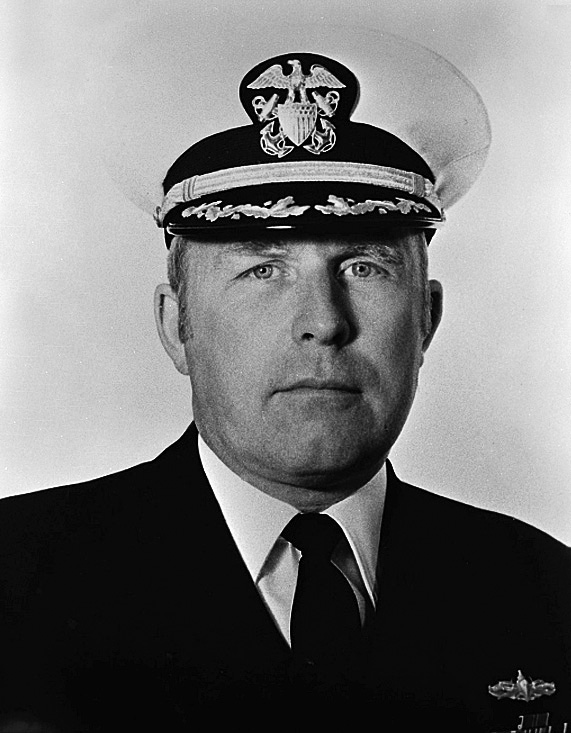
Командир корабля, кептен Гленн Р. Бриндел

Дальнейшие события 17 мая развивались следующим образом:
20:00 — самолёт АВАКС обнаружил взлёт с иракской территории истребителя «Мираж F1», который начал полёт в южном направлении.
20:05—20:15 — командир фрегата Г. Бриндел, находясь в БИЦ, получил доклад вахтенного офицера о том, что боевой самолёт дружественной страны следует курсом на юго-восток и находится на расстоянии 200 миль от корабля. После этого командир поднялся на мостик.
20:43 — эскадренный миноносец «Кунц» обнаружил «Мираж» по пеленгу 285° на удалении 120 миль от фрегата «Старк» на высоте 915 м и скорости 540 км/ч.
20:55 — «Старк» обнаружил истребитель на удалении 70 миль при помощи своей РЛС AN/SPS-49.
21:00 — «Кунц» сообщил на «Старк» о том, что «Мираж» лёг на курс 73° и увеличил скорость до 620 км/ч. «Старк», находясь в точке 26°47' с. ш., 51°45' в. д., лёг на курс 300° и дал ход 10 узлов. Командир корабля спустился с мостика в свою каюту. Оператор поста наблюдения за воздушной обстановкой доложил в БИЦ о том, что самолёт «Мираж» находится в 45 милях от фрегата и следует курсом на корабль. Он предложил вахтенному офицеру сообщить на борт самолёта на частоте 243 МГц, принятой для переговоров в международных водах, о приближении к боевому кораблю ВМС США. Лейтенант Монкриф предположил, что самолёт через несколько минут отвернёт со своего курса, и решил повременить с подачей радиограммы.
21:03 — штабной корабль «Ла Саль» запросил «Старк», наблюдает ли он приближающуюся воздушную цель, и получил утвердительный ответ. Самолёт в это время находился в 35 милях от фрегата.
21:05 — оператор поста радиотехнической разведки при помощи станции AN/SLQ-32 перехватил сигналы работы поисковой РЛС самолёта «Мираж», находящегося в 27 милях от корабля, и доложил об этом в БИЦ.
21:07 — пост наблюдения за воздушной обстановкой доложил вахтенному офицеру о том, что «Мираж» находится в 15 милях от корабля, и получил от него приказание дать предупредительную радиограмму на самолёт.
21:09 — с борта фрегата «Старк» передана радиограмма следующего содержания: «Неизвестный самолёт, это боевой корабль ВМС США. Ваш курс 78°, дистанция 12 миль. Назовитесь и сообщите ваши намерения.»
Оператор поста радиоразведки по изменению тональности принимаемого сигнала пришёл к выводу о том, что РЛС самолёта «захватила цель», о чём было доложено в БИЦ. Вахтенный офицер приказал приготовить к использованию ракеты с противорадиолокационными отражателями и инфракрасными ловушками. Сигнальщик, находившийся на мостике с левого борта корабля, доложил, что он визуально обнаружил на линии горизонта яркую вспышку и малоразмерную воздушную цель. Была объявлена боевая тревога.
21:09:37 — «Старк» вторично дал предупредительную радиограмму на частоте 243 МГц самолёту «Мираж», который в это время находился в 11 милях от корабля, но ответа не получил.
21:10 — пост радиоразведки снова зафиксировал «захват» корабля РЛС самолёта «Мираж». Саудовский самолёт ДРЛО E-3 в это время наблюдал крутой отворот влево иракского самолёта и увеличение его скорости. Операторы самолёта АВАКС предположили, что «Мираж» произвёл пуск ракет и поэтому лёг на обратный курс.
Пост управления зенитно-ракетным вооружением фрегата «Старк» доложил, что станция управления стрельбой Мк 92 комплекса Вулкан-Фаланкс не может обнаружить цель, поскольку надстройки корабля «затеняют» носовые курсовые углы, со стороны которых приближался самолёт. Согласно наставлениям ВМС, в таких случаях корабль должен отвернуть с курса на угол до 90°, однако «Старк» продолжал следовать прежним курсом.
В период от 21:09 до 21:10 сигнальщик несколько раз доложил о ракете, приближающейся с левого борта.
21:10:05 — ракета «Экзосет» поразила фрегат в левый борт в районе 100-го шпангоута на уровне второй палубы, выше ватерлинии. Пробив в борту отверстие размерами 3×4,5 м, ракета попала во внутренние корабельные помещения, но не взорвалась. Командир корабля прибыл в БИЦ.
21:10:30 — вторая ракета «Экзосет» поразила фрегат в левый борт в районе 110-го шпангоута, несколько выше места попадания первой ракеты, и взорвалась в кубрике старшинского состава. Возник пожар, который распространился в помещение БИЦ. Основные системы и механизмы лишились электроэнергии, «Старк» потерял ход и управление. Началась борьба за живучесть корабля.
В это время, убедившись, что самолёт «Мираж» нанёс ракетный удар по кораблю ВМС США, экипаж самолёта Е-3 запросил командование ВВС Саудовской Аравии осуществить перехват иракского самолёта истребителями F-15, однако разрешение не было получено.

### Последующие действия

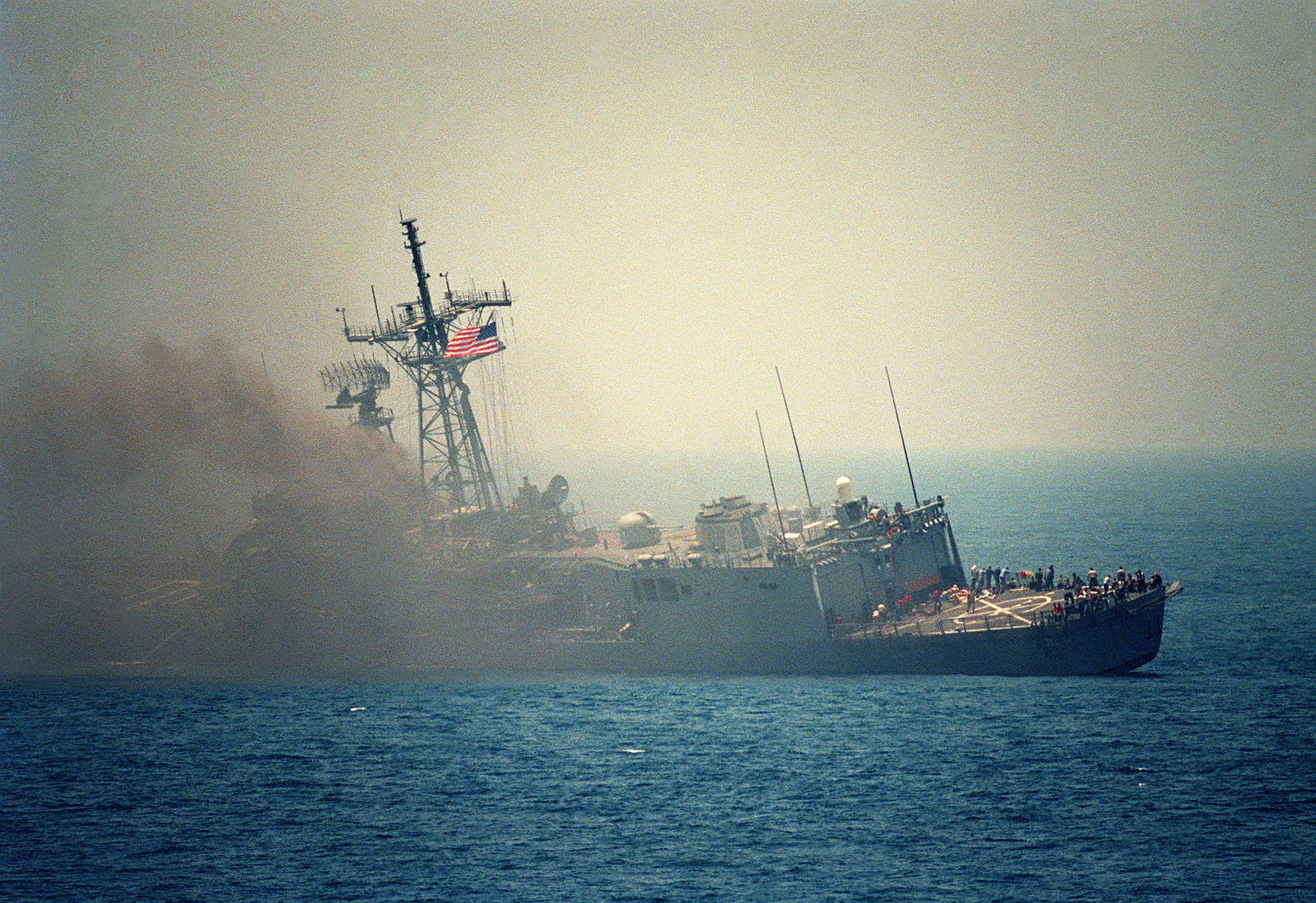

С помощью средств аварийной радиосвязи «Старк» связался с эсминцами DDG24 «Уодделл» и DDG17 «Коннингхэм», входившими в состав ОС 109, которые оказали помощь в тушении пожара и затем отбуксировали фрегат в порт Манама, куда он прибыл на следующий день, 18 мая. 20 мая из помещений корабля были извлечены обломки неразорвавшейся ракеты, которая была идентифицирована как ПКР Exocet AM.39 французского производства. Тела 35 членов экипажа были отправлены в США, два человека считаются пропавшими без вести. В июле 1987 года после проведения восстановительного ремонта в порту Манама фрегат «Старк» осуществил переход к порту приписки Мейпорт.

## Анализ инцидента

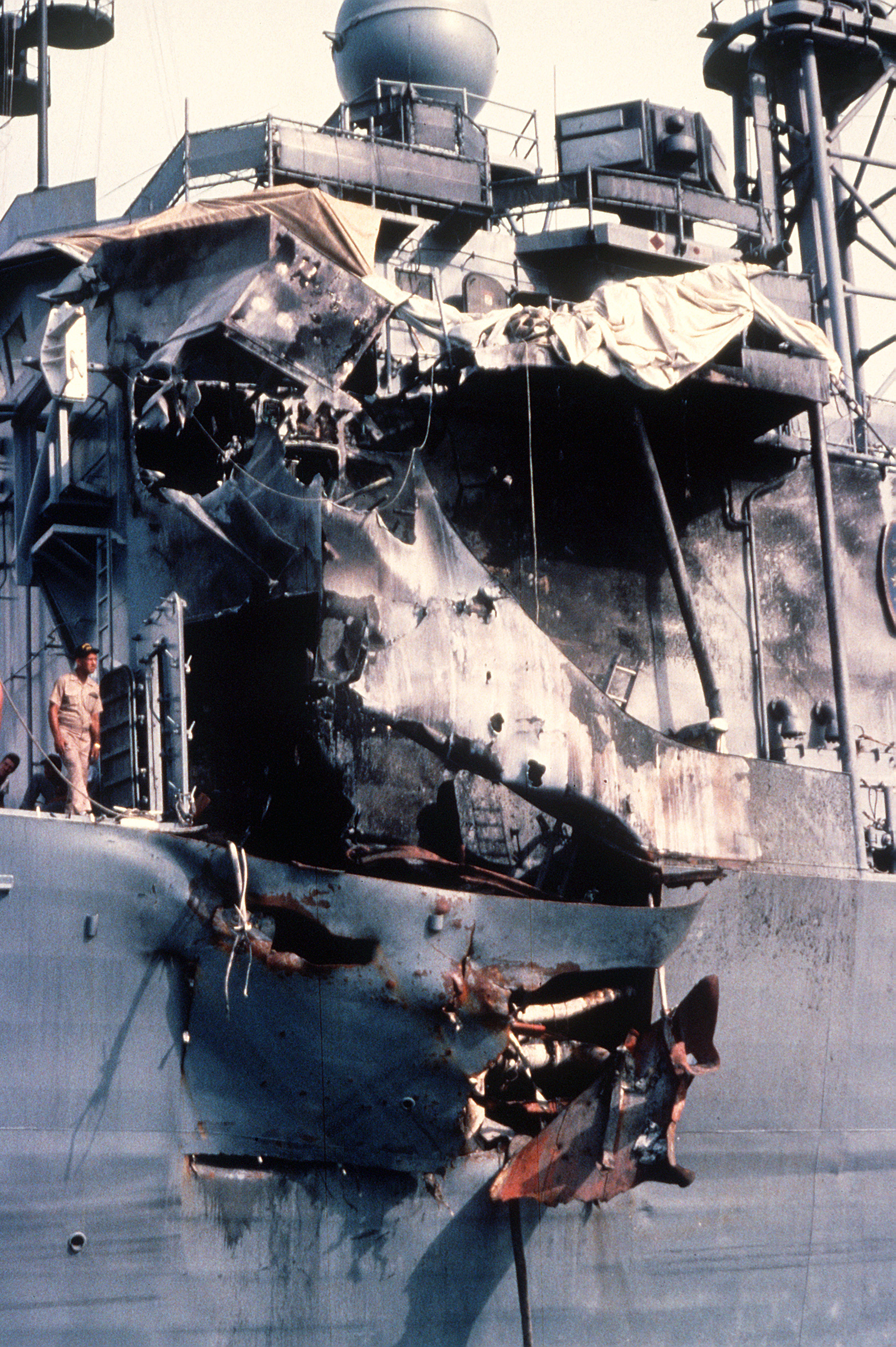
Повреждения корпуса в результате взрыва ракеты

Оценивая действия командования корабля, многие зарубежные военные обозреватели называют причиной успешности ракетной атаки и последующей гибели личного состава нерешительность офицеров «Старка». Однако, по мнению американской прессы, зенитный комплекс «Вулкан-Фаланкс» не был применён по причине его неисправности. Его ремонт, производившийся в порту Манама, якобы, не был завершен перед выходом корабля в море. Этому противоречат показания командира корабля, который заявил в ходе разбирательства, что 17 мая все системы были в строю. Задержку с применением зенитного комплекса он объяснил тем, что органы управления находились в положении «Ручное», а не «Автомат». В этом случае без участия личного состава комплекс не мог самостоятельно открыть огонь («Ручное» — обычное положение органов управления при нахождении корабля вне зоны боевых действий).
Инцидент расследовался комиссией под председательством контр-адмирала Г. Шарпа. Комиссия установила, что в момент инцидента фрегат находился в двух милях от запретной зоны, объявленной правительством Ирака, и не нарушал её границ. Комиссия рекомендовала предать капитана Бриндела суду военного трибунала, однако, вопреки этим рекомендациям, он был всего лишь снят с командования, получил письменный выговор и вышел в отставку в 1990 году. Лейтенант Монкриф также подал в отставку.
Существует также версия, что в действительности атаку осуществил самолёт Falcon 50, ранее принадлежавший правительству Ирана. 12 августа 1986 года этот административный самолёт, закреплённый за спикером иранского парламента Акбаром Хашеми Рафсанджани, был угнан в Ирак. По версии французского историка Пьера Разу, к весне 1987 года Falcon 50 был приспособлен французскими техниками для использования в качестве бомбардировщика, и начал наносить ракетные удары по целям в районе Персидского залива.
Относительно причин атаки существуют различные версии. Сразу после инцидента ряд американских конгрессменов высказали опасения, что налёт был местью Саддама Хусейна за поставки американского оружия в Иран, о чём стало известно в ходе скандала Иран-контрас, но доказательств этой версии обнаружено так и не было.

## Последующие заявления
Саддам Хусейн принёс извинения, заявив, что пилот самолёта принял фрегат «Старк» за иранский танкер.
21 июня 2011 было достигнуто соглашение между правительствами США и Ирака относительно исков, поданных гражданами США против режима Саддама Хусейна. Ирак предоставил 400 млн долларов для компенсации военнопленным, заложникам, пострадавшим в ходе войны в Персидском заливе, в том числе, пострадавшим морякам фрегата «Старк». Государственный Департамент США создает механизм для удовлетворения заявлений о компенсации.